# Elytrophorus
Elytrophorus es un género de plantas herbáceas perteneciente a la familia de las poáceas. Es originario de las regiones tropicales de África, Asia y Australia. Comprende 5 especies descritas y de estas, solo 2 aceptadas.

## Descripción
Son plantas anuales; cespitosas con tallos de 10-50 cm de alto; herbáceas. Culmos con  nodos glabros.  Entrenudos sólidos.Las hojas lineales; estrechas; planas, sin glándulas multicelulares abaxiales; sin venación; persistentes. Lígula con una membrana de flecos. Plantas bisexuales, con espiguillas bisexuales; con flores hermafroditas. Las espiguillas de formas distintas en la misma planta; hermafroditas, o hermafroditas y estériles (reducido, espiguillas estériles a menudo presentes en las bases de los racimos de espiguillas). La inflorescencia es una falsa espiga, con espiguillas en los ejes 

## Taxonomía
El género fue descrito por Ambroise Marie François Joseph Palisot de Beauvois y publicado en Essai d'une Nouvelle Agrostographie 67, pl. 14, f. 2. 1812.
Etimología
Elytrophorus: nombre genérico que deriva del griego élitros (vaina) y forov (rodamientos), aludiendo a la envoltura de las glumas. 
Citología
El número cromosómico básico del género es x = 12, o 13 (?), con números cromosómicos somáticos de 2n = 24, o 26 (?), diploide.

## Especies aceptadas
A continuación se brinda un listado de las especies del género Elytrophorus aceptadas hasta noviembre de 2013, ordenadas alfabéticamente. Para cada una se indica el nombre binomial seguido del autor, abreviado según las convenciones y usos. 
- Elytrophorus globularis Hack.
- Elytrophorus spicatus (Willd.) A. Camus